# Пиер Шомет
Пиер Гаспар Шомет (на френски: Pierre Gaspard Chaumette) е френски политик, деец на Френската революция от края на 18 век.
Един от ръководителите на левите якобици. Прокурор на комуната на Париж през декември 1792 г.
Необосновано обвинен в заговор и екзекутиран.